# Enos H. Nebeker
Enos H. Nebeker (* 26. Juni 1836 in Covington, Indiana; † 6. Januar 1913 ebenda) war ein US-amerikanischer Bankier und Regierungsbeamter.

## Werdegang
Enos H. Nebeker wurde vor dem Beginn der Wirtschaftskrise von 1837 im Fountain County geboren. Seine Eltern zogen dorthin von Piqua (Ohio). Sein Vater war ein Bänker und Farmer. Ferner gehörte er der Whig Party an und später der Republikanischen Partei. Enos H. Nebeker besuchte eine Gemeinschaftsschule und studierte dann ein Jahr lang an der Asbury University (heute DePauw University). Danach kehrte er nach Hause zurück, wo er bei seinem Vater arbeitete. Nebeker wurde 1870 zum Auditor im Fountain County gewählt und hielt dann den Posten vier Jahre lang. Er nahm 1880 als Delegierter an der Republican National Convention teil, wo er James G. Blaine unterstützte und nach dessen Ausscheiden James A. Garfield. Später betrieb er Wahlkampf für Benjamin Harrison. Präsident Harrison ernannte ihn 1891 zum Treasurer of the United States. Nebeker hielt den Posten vom 25. April 1891 bis zum 31. Mai 1893. Er verstarb ungefähr eineinhalb Jahre vor dem Ausbruch des Ersten Weltkrieges.